# Dystrybucje Linuksa zatwierdzone przez Free Software Foundation
Na tej stronie wymienione są wszystkie dystrybucje GNU/Linuksa zatwierdzone przez Free Software Foundation jako spełniające ich kryteria dystrybucji całkowicie wolnej.

## Lista dystrybucji zgodnych z wytycznymi
Obecnie na liście znajduje się dziewięć dystrybucji – 7 przeznaczonych dla komputerów osobistych i stacji roboczych oraz 2 tzw. małe dystrybucje, przeznaczone dla sprzętu z ograniczonymi zasobami, np. routerów. Są to:
| Dla komputerów osobistych i stacji roboczych                               | Dla komputerów osobistych i stacji roboczych | Dla komputerów osobistych i stacji roboczych                                                                       |
| Dystrybucja                                                                | Oparta na                                    | Opis |
| -------------------------------------------------------------------------- | -------------------------------------------- | --- |
| Dragora GNU/Linux-libre                                                    | –                                            | Ma na celu zachowanie łatwej obsługi. Filozofia zgodna z filozofią Slackware'a.                                    |
| Dyne:bolic                                                                 | –                                            | Dystrybucja skoncentrowana na edycji audio i video.                                                                |
| gNewSense                                                                  | Debian                                       | Dystrybucja sponsorowana przez Free Software Foundation.                                                           |
| Guix System                                                                | –                                            | Dystrybucja oparta o menedżer pakietów GNU Guix. Rozwijana przez projekt GNU.                                      |
| Hyperbola GNU/Linux-libre                                                  | Arch Linux                                   | Dystrybucja o wydłużonym wsparciu technicznym (ang. LTS), skoncentrowana na prostocie                              |
| Parabola GNU/Linux-libre                                                   | Arch Linux                                   | Jej priorytetem jest proste zarządzanie pakietami i systemem.                                                      |
| PureOS                                                                     | Debian                                       | Skupia się na bezpieczeństwie, prywatności i wygodzie użytkowania.                                                 |
| Trisquel                                                                   | Ubuntu                                       | Dystrybucja stworzona z myślą o małych przedsiębiorstwach, ośrodkach edukacyjnych, a także użytkownikach domowych. |
| Ututo                                                                      | Gentoo                                       | Pierwszy całkowicie wolny system uznany przez Free Software Foundation.                                            |
| Małe dystrybucje (dla urządzeń z ograniczonymi zasobami, np. dla routerów) |                                              | |
| libreCMC                                                                   | –                                            | Wbudowana dystrybucja dla urządzeń z ograniczonymi zasobami. Głównie, choć nie tylko, dla routerów.                |
| ProteanOS                                                                  | –                                            | Mała i szybka dystrybucja dla urządzeń wbudowanych.                                                                |

## Historyczne
3 dystrybucje były polecane przez Free Software Foundation w przeszłości, ale obecnie nie są już polecane. Są to:
| Dystrybucja      | Oparta na | Opis | Data usunięcia z listy                                                     |
| ---------------- | --------- | --- | -------------------------------------------------------------------------- |
| BLAG Linux i GNU | Fedora    | Dystrybucja zredukowana do wielkości CD. Domyślnym pulpitem jest GNOME.                                                                                     | Czerwiec 2018 (na prośbę zarządzających, ponieważ przestali nią zarządzać) |
| gNewSense        | Debian    | Sponsorowana przez FSF. | Kwiecień 2021                                                              |
| Musix            | Knoppix   | Skupiona na obróbce audio. Dystrybucja statyczna, uruchamiana z płyty "live". Przeznaczona do używania offline z racji na brak aktualizacji bezpieczeństwa. | Marzec 2019 (na prośbę zarządzających, ponieważ przestali nią zarządzać)   |